# Wolfram-von-Eschenbach-Gymnasium
Das Wolfram-von-Eschenbach-Gymnasium (WEG, früher DG) ist ein Musisches Gymnasium in Schwabach in Mittelfranken. Namensgeber ist der Dichter Wolfram von Eschenbach, der in Wolframs-Eschenbach lebte und wirkte.

## Geschichte
Das Wolfram-von-Eschenbach-Gymnasium geht auf das am 15. November 1843 gegründete königlich bayrische Lehrerseminar Schwabach zurück, das in dem ehemaligen Zucht- und Arbeitshaus, Wittelsbacher Straße 1 im Zentrum Schwabachs untergebracht war, einem mächtigen Sandsteinbau, der unter Denkmalschutz steht und in der Liste der Baudenkmäler in Schwabach verzeichnet ist. 1918 wurde das Lehrerseminar umbenannt in Lehrerbildungsanstalt (LBA). Zum Schuljahr 1934/1935 wurde die Schule komplett umstrukturiert und sie wurde zur Deutschen Aufbauschule mit Abiturberechtigung, die dann ab Mai 1949 als „Kurzform der höheren Schule“ weiterbestand. Die Lehrerausbildung wurde dabei nur 1946/1947 und nach der Entnazifizierung von 1954 bis 1956 weitergeführt. 1954 wurde die Schule in Deutsches Gymnasium umbenannt. Das Namenskürzel „DG“, ist noch heute für das alte Schulgebäude gebräuchlich. Seit 1962 führte die Schule wieder ein pädagogisches Seminar für die Lehrerausbildung. 1965 erhielt die Schule ihren heutigen Namen und konnte 1977 in einen modernen Neubau im Süden der Stadt umziehen. Dieser wurde 2007 aufgrund gestiegener Schülerzahlen nochmals erweitert.
Es werden immer noch Referendare zu Lehrern ausgebildet, aktuell in den Unterrichtsfächern Deutsch, Englisch, Erdkunde, Politik und Gesellschaft, Sport, Geschichte und Schulpsychologie.

## Musik
Das musikalische Leben der Schule ist vielfältig und prägt die Schule. So gibt es traditionell jährliche Weihnachts-, Faschings- und Abiturientenkonzerte, zu denen auch die Öffentlichkeit willkommen ist. Dazu kommen verschiedene Konzerte von Musiklehrern mit ihren Schülern, verschiedenen Chören und Orchestern, die auch außerhalb der Schule stattfinden. Einen besonderen Stellenwert hat die Big Band dacapo, die seit ihrer Gründung im Jahre 1987 mehrere CDs aufgenommen hat und ein breites Publikum anspricht, sowie in kleinerer Besetzung als Galaband buchbar ist. Das Erlernen eines Instruments ist ab der fünften Jahrgangsstufe verpflichtend. Früher waren dies ausschließlich Klavier oder Geige, seit Mitte der 1990er sind auch andere Instrumente wie Trompete, Klarinette, Saxophon etc. zugelassen. Der Instrumentalunterricht wird zusätzlich zu dem regulären Musikunterricht mit jeweils zwei bis drei weiteren Schülern bei einem Instrumentallehrer erteilt.

### Musicals
In vierjährigem Turnus werden am Wolfram-von-Eschenbach-Gymnasium Musicals einstudiert und aufgeführt.

## Sprachen
Seit dem Jahr 2001 können die Schüler Englisch oder Latein als erste Fremdsprache ab der fünften Jahrgangsstufe wählen, während davor Latein als erste Fremdsprache verpflichtend war. Die jeweils andere, zweite Fremdsprache kommt dann ab der sechsten Jahrgangsstufe dazu, früher war dies ab der siebten Jahrgangsstufe der Fall. Diese Regelung ist in der neunjährigen Gymnasialzeit (G9) in Bayern üblich. Ab der elften Klasse können die Schüler Latein abwählen und stattdessen Spanisch als neue Fremdsprache erlernen.

## Schüleraustausch
Das WEG hat einen Schüleraustausch mit dem Regenbogen-Gymnasium in Gargždai in Litauen und der Brentwood School in Brentwood, Essex in Südostengland. Mit der Brentwood School hat sich in den vielen Jahren des Austauschs mittlerweile ein besonders enger Kontakt der beiden Schul-Big Bands ergeben. Im jährlichen Turnus (im Wechsel Schwabach-Brentwood) treffen sich die Bands und geben mehrere Konzerte bei den Gästen. Außerdem kommt jährlich ein Schüleraustausch mit dem Jungengymnasium auf Malta und ein weiterer Austausch mit einem Gymnasium in Telford zustande.

## Sonstiges
Das Wolfram-von-Eschenbach-Gymnasium ist das einzige musische Gymnasium südlich von Nürnberg zwischen Ansbach, Eichstätt (Gabrieli-Gymnasium) und Neumarkt. Daher ist der Einzugsbereich sehr groß. Er erstreckt sich im Norden bis in die südlichen Stadtteile Nürnbergs, im Osten bis nach Wendelstein, im Süden weit über den Landkreis Roth hinaus bis nach Pleinfeld und Weißenburg sowie im Westen bis in den Landkreis Fürth hinein. Direkt neben der Schule ist deshalb für die Fahrschüler und die umliegenden Wohnviertel ein kleiner Busbahnhof entstanden, der Wochentags von der VGN mit zehn Linien bedient wird.
Es besteht eine eigene Bibliothek und eine Mensa. Die Schule betreibt auch eine Photovoltaikanlage und pflegt ein kleines Biotop.